# West Area Computers
West Area Computing Unit, West Area Computers  — афроамериканки, жінки-математики, які працювали обчислювачками в дослідницькому центрі Ленглі NACA (попередник NASA) з 1943 по 1958 рік. Ці жінки були частиною сотень жінок-математиків, які почали кар'єру в аеронавігаційних дослідженнях під час Другої світової війни. Щоб компенсувати втрату робочої сили, оскільки чоловіки залучались до військових дій, багато американських організацій почали наймати та активно вербувати більше жінок та представників меншин протягом 1940-х років. У 1935 році в дослідницькому центрі Ленглі працювало п'ять людей-обчислювачів. До 1946 року Дослідницький центр Ленглі залучив близько 400 жінок-обчислювачок.
West Area Computers отримали свою назву через те, що на виконання законів про расову сегрегацію (так звані закони Джима Кроу) вони працювали у західній частині Ленглі, тоді як білі математики працювали у східній секції. Для того, щоб працювати в NACA, претенденти мали скласти іспит на державну службу. Попри розпорядження виконавчої влади 8802, яким заборонялась дискримінаційна практика найму в оборонній промисловості, закони Джима Кроу у Вірджинії пересилили його та ускладнили працевлаштування афроамериканок порівняно з білими жінками. Якщо претендент був темношкірим, вони також повинні були закінчити курс хімії в Гемптонському інституті неподалік. Дарма що вони виконували ту саму роботу, що й білі жінки-обчислювачки в Ленглі, West Computers мали використовувати окремі робочі зони, ванні кімнати та кафетерії.  У 1958 році, коли NACA здійснила перехід до NASA, відокремлені об’єкти, включно з офісом West Computing, були скасовані.
Робота людей-обчислювачів у Ленглі була різною. Однак більша частина роботи полягала в читанні, аналізі та побудові даних. Обчислювачі виконували цю роботу вручну. Вони працювали один на один з інженерами або в обчислювальних секціях. Обчислювачі зіграли важливу роль у випробуванні літаків, дослідженні надзвукових польотів і космічній програмі. Хоча жінки-обчислювачки були такими ж вправними, як і їхні колеги-чоловіки, їх офіційно наймали як «субпрофесіоналів», тоді як чоловіки мали статус «професіоналів». Статус професіонала дозволяв новоприйнятим чоловікам щорічно платити US$2,600 (близько 41,000 доларів США у 2021 ) тоді як нещодавно найняті жінки починали від US$1,440 США на рік (приблизно 23,000 доларів США у 2021 ) через нижчий статус.
Відповідно до неопублікованого дослідження ранніх обчислювань Ленглі, проведеного Беверлі Е. Голембою, багато інших жінок не знали про West Computers. Тим не менш, темношкірі тобчислювачки з обох груп були призначені для спільного проєкту, «усі добре працювали разом».
8 листопада 2019 року було вручено Золоту медаль Конгресу «На знак визнання всіх жінок, які працювали обчислювачами, математиками та інженерами в Національному консультативному комітеті з аеронавтики та Національному управлінні з аеронавтики та дослідження космічного простору (NASA) між 1930-ми роками та 1970-ті».

## Відомі члени
У 1949 році Дороті Вон була призначена керувати компанією West Computers. Вона була першою афроамериканською менеджеркою NASA. Вон працювала в Ленглі з 1943 року до виходу на пенсію в 1971 році. Вона була чудовим програмістом у FORTRAN, популярній мові комп'ютерного програмування, яка особливо підходить для числових і наукових обчислень. Мері Джексон займалася гідродинамікою (повітряними потоками) і льотними випробуваннями. Її робота полягала в тому, щоб отримати відповідні дані з експериментів і провести тести. Математикиня Кетрін Джонсон, яку у 2015 році було названо лауреатом Президентської медалі Свободи, приєдналася до групи West Area Computing у 1953 році. Згодом її перепризначили до відділу дослідження польотів Ленглі, де вона виконувала значну роботу, включаючи аналіз траєкторії орбітального космічного польоту астронавта Джона Гленна MA-6 Project Mercury. Кетрін розпочала свою кар’єру, працюючи з інформацією з льотних випробувань, але пізніше частину її математичної роботи та дослідження використовували в лекціях під назвою «Нотатки про космічні технології» та викладали багатьом студентам. Ці доповіді були проведені інженерами, які згодом сформували Space Task Group, яка допомагала з космічними подорожами. Роботи всіх трьох жінок (Вон, Джонсон і Джексон) представлені у фільмі 2016 року «Приховані фігури». Зверніть увагу, що в цьому фільмі NASA неправильно зображено як відокремлене. Десегрегація відбулася в 1958 році під час переходу від NACA до NASA.

## Протест проти сегрегації
Деякі жінки з West Computers брали участь у невеликих акціях протесту проти сегрегації в Ленглі. Багато невеликих протестів відбулося в окремій їдальні, оскільки кольоровим жінкам було заборонено входити до білої їдальні. Міріам Манн неодноразово видаляла таблички, які вказували, де «кольорові дівчата» можуть сидіти під час їжі.
І Кетрін Джонсон, і Мері Вінстон Джексон відмовилися користуватися окремими кафетеріями й їли виключно за робочим столом. Кетрін Джонсон також відмовилася використовувати окремі туалети, оскільки вони були на протилежному боці кампусу, тому вона використовувала туалет без позначок.  Виявивши, що чоловіки в її команді відвідують зустрічі, щоб поділитися важливою інформацією про свої поточні завдання, Кетрін Джонсон також почала відвідувати ці зустрічі, всупереч тому, що інших жінок на них не запрошували. Вона брала активну участь у цих зустрічах, часто ставлячи запитання та беручи участь у дискусіях.
Крістін Дарден стала інженером після того, як продемонструвала, що володіє або перевершує всі навички та кваліфікацію інженерів-чоловіків, і попросила перевести її в інженерний пул замість того, щоб продовжувати бути обчислювачкою.